# Björn Bothén
Björn Birger Alexander Bothén (ur. 26 kwietnia 1893 w Göteborgu, zm. 19 sierpnia 1955 tamże) – szwedzki żeglarz, olimpijczyk.
Na regatach rozegranych podczas Letnich Igrzysk Olimpijskich 1912 wystąpił w klasie 10 metrów zajmując 4 pozycję. Załogę jachtu Marga tworzyli również Erik Waller, Arvid Perslow, Erik Lindén, Wilhelm Forsberg i Bertil Bothén.
Brat Bertila Bothéna.